# 皖中
皖中指安徽省长江以北淮河以南地区，《安徽省城镇体系规划2012—2030》中对皖中的范围界定是包括合肥、六安、滁州、安庆、芜湖市无为县与鸠江区江北四镇、马鞍山市含山县、和县。总面积2.77万平方公里。皖中地区跨长江流域和淮河流域，历史悠久，是安徽经济、文化和旅游的重要组成部分。

## 历史
皖中地区明朝属南直隶凤阳府，庐州府，
安庆府等，清代属皖北道（驻今凤阳县城），1949-1952年隶属皖北行署区（驻今合肥市区），1952年8月7日，皖北人民行政公署与皖南人民行政公署合并成立新的安徽省，省会驻合肥。